# Каро (Италия)
Ка̀ро (на италиански: Carro, на местен диалект o Cäro, о Керо) е село и община в северозападна Италия, провинция Специя, регион Лигурия. Разположено е на 418 m надморска височина. Населението на общината е 571 души (към 2011 г.).